# Assemblée des États du royaume de Hanovre

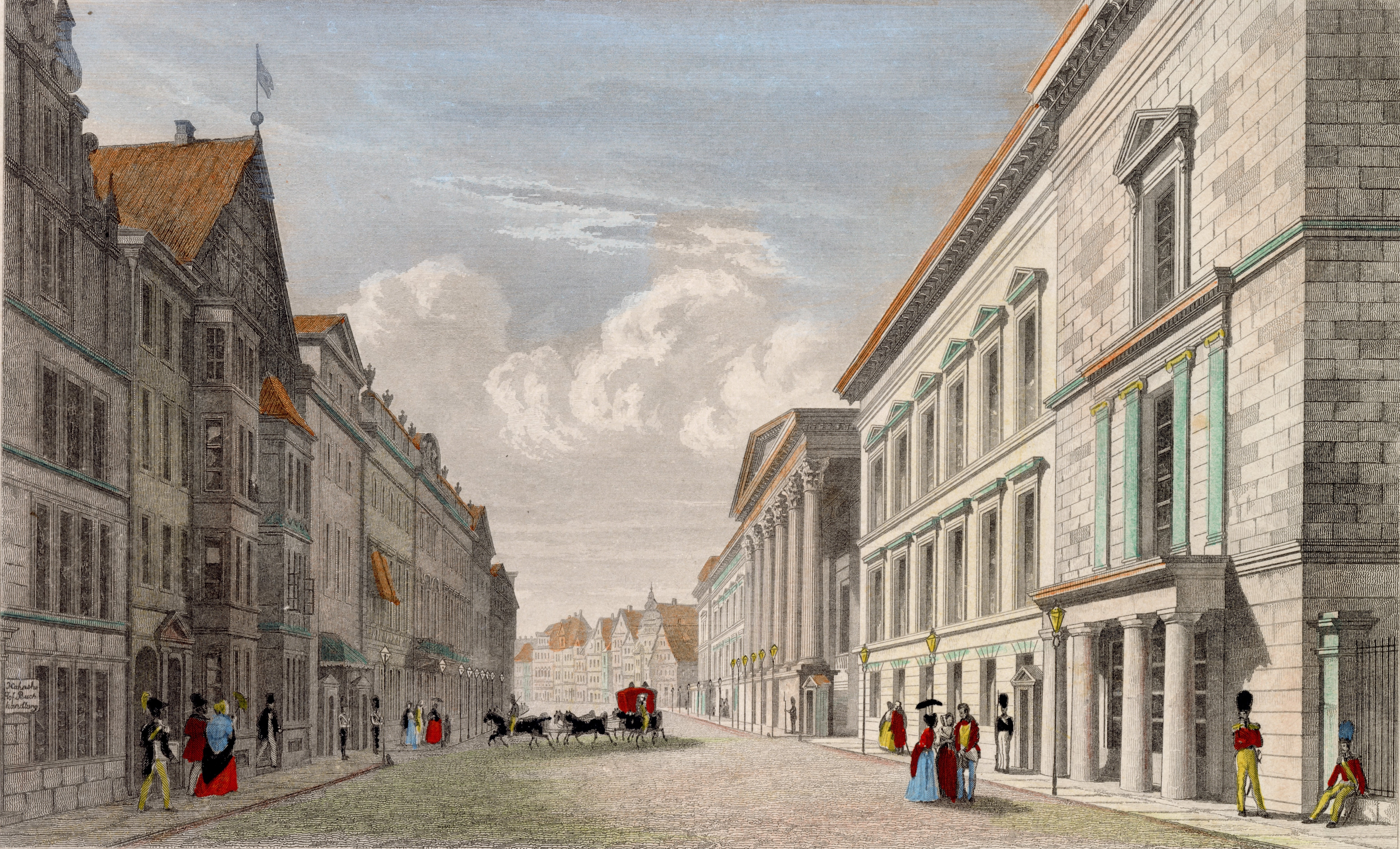
Le (à droite) vers 1843 après avoir été redessiné par Laves, gravure sur acier de Louis Hoffmeister d'après Georg Osterwald, couleur ancienne

L'Assemblée des États du royaume de Hanovre est le parlement du royaume de Hanovre. Son siège est le château de la Leine (de) à Hanovre.

## Débuts
Dans l'électorat de Brunswick-Lunebourg, il n'existait pas d'États uniformes. En raison du morcellement territorial du duché de Brunswick-Lunebourg et des principautés voisines, l'Électorat peut réunir peu à peu une multitude de régions, avec leurs États respectifs. Au cours de la plus grande expansion territoriale de l'Électorat, il y a 7 régions. Grâce à l'éloignement du gouvernement de l'électeur, qui gouverne de plus en plus à Londres, les États peuvent développer une vie relativement autonome. Les États se composent principalement de la noblesse propriétaire de terres. En outre, l'Église protestante est représentée par ses prélats et les villes par des représentants de leurs magistrats.
Après la capitulation de Hanovre en 1803 à la Convention d'Artlenburg dans le cadre des guerres napoléoniennes, la majeure partie de l'électorat devient une partie du royaume de Westphalie entre 1807 et 1810. Les États impériaux du royaume de Westphalie y existent en tant que parlement.
Lors du Congrès de Vienne en 1814, le royaume de Hanovre est établi en tant qu'État successeur de l'électorat de Brunswick-Lunebourg. Le 12 août 1814, une Diète générale est convoquée dans toutes les régions du royaume. Il s'agit de la première assemblée des États de Hanovre à l'échelle du royaume. Elle est composée de 10 députés des prélats ecclésiastiques, de 43 députés de la chevalerie, de 29 députés des villes et de 3 députés non nobles. Le président de cette assemblée générale provisoire des États pour le royaume de Hanovre est Herbord Sigismund Ludwig von Bar (de). Le chef de la chancellerie allemande à Londres, Ernst Friedrich Herbert zu Münster, charge le conseiller du cabinet secret hanovrien August Wilhelm Rehberg de piloter le processus constitutionnel du côté du gouvernement du régent. Celui-ci favorise un système représentatif, qui est toutefois rejeté par la noblesse propriétaire de terres et finalement aussi par le régent.

## Constitution de 1819

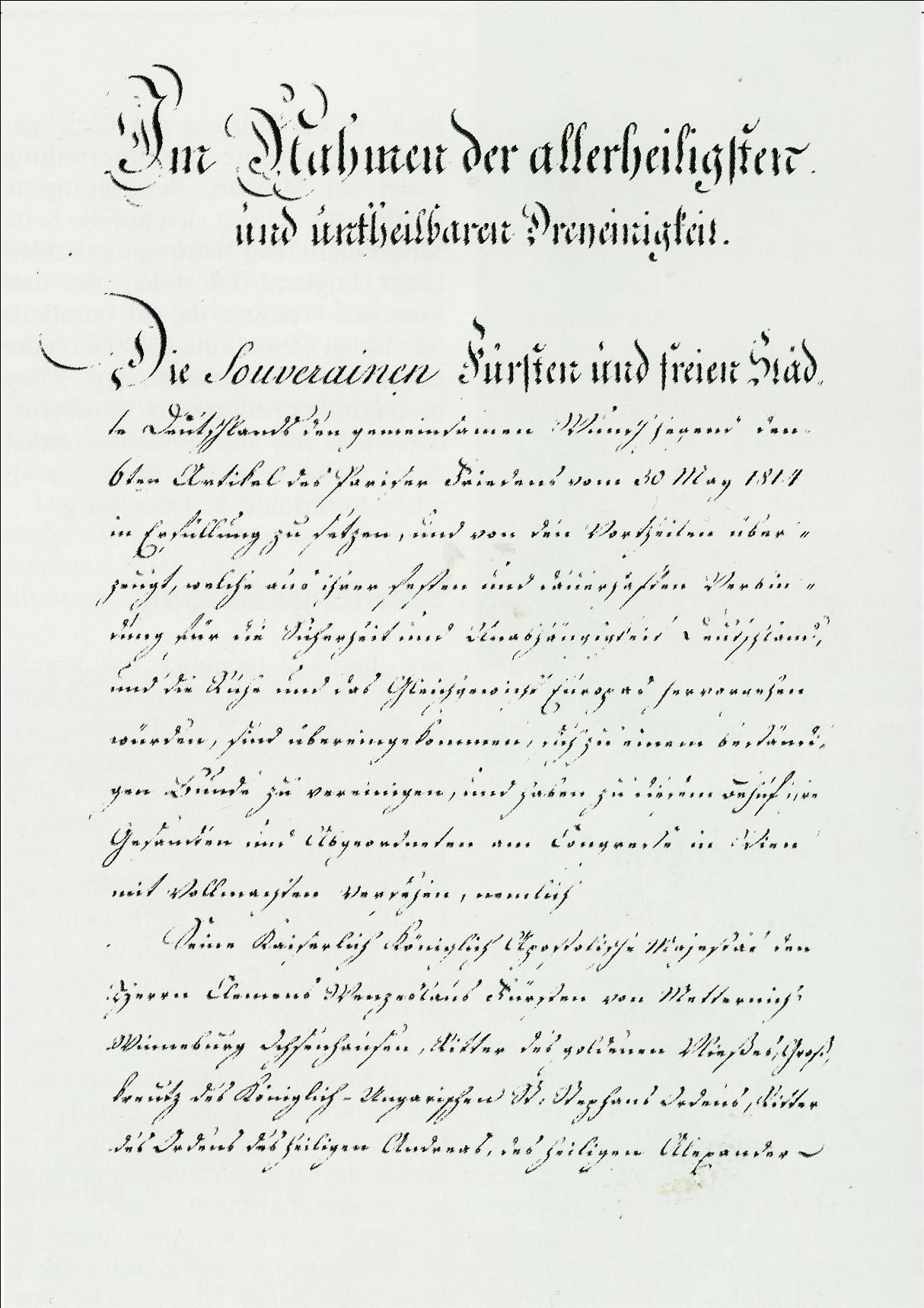
Loi fédérale de 1815

En adhérant à la Confédération germanique, le Hanovre s'est engagé, conformément au § 13 de l'Acte confédéral allemand, à se doter d'une constitution dite "régionale". La constitution du 7 décembre 1819 répondit à cette obligation et institue l'assemblée des États du royaume de Hanovre. Parallèlement à l'assemblée des États du royaume, les États des régions continuent d'exister en tant qu'États provinciaux. Les affaires des provinces ne relèvent pas de la compétence de l'assemblée des États, mais de celle des États provinciaux.
L'Assemblée des États est composée de deux chambres :
La première chambre est composée des nobles propriétaires terriens et des représentants de l'Église. Les villes sont représentées dans la seconde chambre. Alors que dans les anciens États des campagnes, seuls les magistrats désignent les représentants, la moitié des députés sont désormais élus par les bourgeois. Les deux chambres sont sur un pied d'égalité.
L'assemblée des États a le droit d'approuver (ou de refuser) les impôts et doit être consultée lors de l'adoption des lois. Ils ont également le droit de s'adresser au monarque pour lui soumettre des projets de loi. La souveraineté et le droit de promulguer des lois (ou de modifier la constitution) appartiennent au roi.

## Constitution de 1833
En 1831, la première chambre de l'assemblée des États demande au gouvernement que le roi promulgue une nouvelle constitution et que l'assemblée des États participe à la délibération. Mais ce n'est que sous l'influence de la Révolution française de juillet 1830 et des troubles qui en résultent dans les États allemands que le roi Guillaume IV promulgue le 26 septembre 1833 une nouvelle constitution, la Loi fondamentale du royaume de Hanovre, dont le sixième chapitre régit les États.

### Première chambre
Selon cette constitution, la première chambre est composée de :
1. les princes royaux, fils du roi, et les chefs des branches collatérales de la famille royale,
2. le duc d'Aremberg, le duc de Looz-Corswarem et le prince de Bentheim (de), tant qu'ils restent en possession de leurs territoires médiatisés,
3. le maréchal héréditaire du royaume,
4. les comtes de Stolberg-Wernigerode et de Stolberg-Stolberg pour le comté d'Hohnstein,
5. le maître de poste héréditaire général, le comte von Platen-Hallermund,
6. l'abbé de l'abbaye de Loccum (de),
7. l'abbé de Saint-Michel de Lunebourg,
8. le président de la chevalerie de Brême (de) en tant que directeur de l'abbaye de Neuenwalde,
9. le ou les évêques catholiques du royaume,
10. deux ecclésiastiques protestants respectés à nommer pour la durée du parlement de l'État,
11. les seigneurs majorats dotés par le souverain d'un droit de vote personnel et héréditaire,
12. quatre membres nommés par le roi. L'un de ces membres est nommé à vie, les trois autres sont nommés pour la durée du parlement,
13. les députés des chevaliers à élire pour la durée de chaque parlement, à savoir :
  - de la chevalerie Calenberg-Grubenhagen, huit,
  - de celle de Lunebourg, sept,
  - de celle de Brême et de Verden, six,
  - de celle de Hoya et de Diepholz, trois,
  - de la chevalerie d'Osnabrück, y compris Meppen et Lingen, cinq,
  - de la chevalerie de Hildesheim, quatre,
  - de la Frise orientale, deux.

En ce qui concerne les seigneurs majorats (qui ont un droit de vote personnel et héréditaire), il est limité aux seigneurs majorats qui tirent au moins 6000 Reichstaler (de) de revenus annuels d'un domaine de chevalier et d'une propriété foncière situés dans le royaume.

### Seconde chambre
La seconde chambre est composée de :
- dix ecclésiastiques et érudits
- 37 membres des villes et communes
- 38 membres des régions

Les dix ecclésiastiques et érudits sont composés comme suit :
1. trois députés des paroisses de Saint-Boniface (de) à Hamelin, Saint-Côme-et-Saint-Damien (de) à Wunstorf, Saint-Alexandre (de) et Bienheureuse Vierge Marie (de) à Einbeck, l'abbaye de Bardowiek et l'abbaye de Ramelsloh,
2. trois membres nommés par le roi,
3. un député de l'Université de Göttingen,
4. deux députés élus par les consistoires royaux évangéliques,
5. un député du chapitre de la cathédrale de Hildesheim

En outre, les villes et communes élisent 37 membres. En plus de deux députés de la ville royale de Hanovre, il y a un député de chacune des villes de Göttingen, Northeim, Hamelin, Einbeck, Osterode, Duderstadt, Münden, Lunebourg, Uelzen, Celle, Harbourg, Stade, Buxtehude, Verden, Nienburg, Osnabrück, Goslar, Hildesheim et Emden, Norden, Leer. Chacune des circonscriptions suivantes envoie un représentant :
- Moringen, Uslar, Hardegsen, Dransfeld et Hedemünden,
- Münder, Pattensen, Neustadt am Rübenberge, Springe, Wunstorf, Eldagsen, Bodenwerder et Rehburg,
- Clausthal et Zellerfeld,
- les cinq villes minières restantes, dont Herzberg, Elbingerode et Lauterberg,
- Lüchow, Dannenberg et Hitzacker,
- Soltau, Walsrode, Burgdorf et Gifhorn,
- les territoires de Hoya
- les territoires de Diepholz,
- Quakenbrück et Fürstenau et les territoires de Melle,
- Meppen, Lingen et Haselünne,
- Alfeld, Peine et Bockenem,
- Elze, Gronau, Sarstedt et Dassel,
- Aurich et Esens
- Schüttorf, Nordhorn et Neuenhaus et les territoires de Bentheim ;

Les 38 autres députés sont élus par les propriétaires fonciers des lieux non listés ci-dessus :
- des principautés de Calenberg, Göttingen et Grubenhagen, cinq,
- du comté d'Hohnstein, un,
- de la principauté de Lunebourg, cinq,
- des Marches de Brême, cinq,
- du Geest de Brême et du duché de Verden, trois,
- du pays de Hadeln comprenant la ville d'Otterndorf, deux,
- des comtés de Hoya et Diepholz, trois,
- de la principauté d'Osnabrück, trois,
- du duché d'Arenberg-Meppen et du comté inférieur de Lingen, deux,
- de la principauté de Hildesheim, trois,
- de la principauté de Frise-Orientale, cinq,
- du comté de Bentheim, un.

Celle-ci confirme le droit de l'Assemblée des États de voter des impôts, qui existe déjà depuis 1819, et subordonne en outre les nouvelles lois à son approbation, tout en l'autorisant à engager des poursuites contre les ministres qui violaient la Constitution. Cette loi fondamentale de l'État ne reste cependant en vigueur que quatre ans.

## Le conflit constitutionnel de 1837
Le roi Ernest-Auguste, qui a déjà protesté contre la constitution en tant qu'héritier du trône, abroge les États le 30 novembre 1837 et la déclare abrogée le 1er novembre 1837, quelques mois après son accession au trône ; il l'a rejetée dès le début. Cette mesure fait grand bruit non seulement au Hanovre, mais aussi dans tous les États allemands, et est notamment à l'origine de la célèbre protestation des Sept de Göttingen. Dès 1840, le Hanovre se dote à nouveau d'une constitution qui, bien qu'elle ne contienne pas d'importantes dispositions relatives à la liberté, comme par exemple la responsabilité des ministres devant l'assemblée des États, ressemble pour le reste en grande partie à la constitution abrogée.

## La Constitution de 1840
Selon cette constitution, la composition de la première chambre est en grande partie analogue à celle de la chambre de 1833. Des modifications sont apportées : Le nombre d'ecclésiastiques protestants de renom à nommer pour la durée du parlement est réduit à un seul. Le directeur de la Chambre royale des domaines (de) et le président du Collège supérieur des impôts et du trésor deviennent membres de la Chambre de par leur fonction. Les membres du Collège du Trésor élus dans les provinces, qui doivent être des membres nobles d'une chevalerie, viennent s'ajouter à la liste. Le roi peut encore nommer un noble comme membre.
La composition de la seconde chambre est également très similaire à celle du règlement précédent. Les villes ont un mandat de moins, les autres territoires un de plus.

## La Révolution de 1848
Au Hanovre aussi, les libéraux prennent le dessus dans le cadre de la révolution de mars. Le roi est contraint de promulguer une nouvelle constitution par décret du 5 septembre 1848. La composition de la première Chambre est ainsi modifiée, dans laquelle sont désormais également élus des représentants du commerce et de l'industrie.
L'Assemblée des États reçoit désormais des droits budgétaires étendus et le droit d'initier des lois.
Avec la victoire de la réaction, les anciennes conditions doivent également être rétablies au Hanovre selon la volonté du monarque. L'assemblée des États résiste cependant et refuse d'approuver les modifications législatives correspondantes. Par décret du 4 août 1855, le roi rétablit alors la constitution et la loi électorale de 1840 sans l'accord des États.

## Fin du royaume
Après la défaite de la guerre austro-prussienne, l'indépendance du royaume de Hanovre prend fin. Il est annexé à la Prusse sous le nom de province de Hanovre. Cela met également fin au mandat des domaines provinciaux. Le parlement provincial de Hanovre (de) est ensuite élu pour représenter le peuple.

## Députés
- Membres de la première chambre de l'Assemblée des États du royaume de Hanovre
- Membres de la seconde chambre de l'Assemblée des États du royaume de Hanovre